# Четојевићи
Четојевићи су насељено мјесто у Босни и Херцеговини у општини Илијаш које административно припада Федерацији Босне и Херцеговине. Према попису становништва из 1991. у насељу је живјело 44 становника.

## Становништво
| Националност       | 1991. | 1981. | 1971. | 1961. |
| Срби               | 17    | 33    | 107   | 140   |
| Муслимани          | 27    | 29    | 39    | 32    |
| Црногорци          |       |       | 1     |       |
| остали и непознато |       |       |       |       |
| Укупно             | 44    | 62    | 147   | 172   |

| Демографија | Демографија | Демографија |
| Година      | Становника  | Становника  |
| ----------- | ----------- | ----------- |
| 1961.       | 172         |             |
| 1971.       | 147         |             |
| 1981.       | 62          |             |
| 1991.       | 44          |             |